# Citocromo-c3 idrogenasi
La citocromo-c3 idrogenasi è un enzima appartenente alla classe delle ossidoreduttasi, che catalizza la seguente reazione:
2 H2 + ferricitocromo c3 ⇄ 4 H+ + ferrocitocromo c3
L'enzima è una ferro-zolfo proteina. Alcune forme dell'enzima contengono nichel ([NiFe]-idrogenasi) e, tra queste, alcune contengono selenocisteina ([NiFeSe]-idrogenasi). Anche il blu di metilene ed altri accettori possono essere ridotti.